# Catering

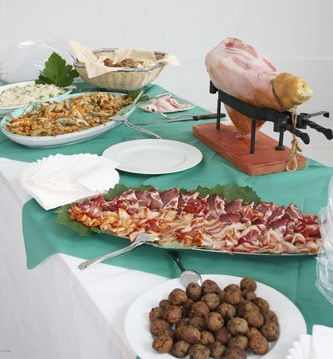
Catering

Il catering indica il complesso delle operazioni di approvvigionamento e rifornimento in massa di cibi e bevande pronti che viene effettuato da apposite organizzazioni nell'ambito di comunità, compagnie di trasporto, riunioni, cerimonie, ecc.
Inizialmente, con tale attività ci si riferiva specificatamente all'approvvigionamento dei mezzi di trasporto (navi e treni); poi il termine venne esteso anche ai servizi di mense aziendali. Importante settore della moderna ristorazione indissolubilmente legato all'attività di banqueting, il catering prevede in pratica un'attività di vendita o somministrazione di cibo con preparazione sul posto, nel caso del “catering completo”, oppure in un luogo diverso da quello di produzione, nel caso del “catering veicolato”. 
Gli ambiti di maggior sviluppo del catering riguardano la ristorazione sui mezzi di trasporto (marittima, ferroviaria, aerea) e la ristorazione "a domicilio".